# Lars Löhn
Lars Löhn (* 9. März 1971) ist ein deutscher Filmkomponist.

## Leben
Löhn komponierte seit 1996 die Filmmusik für über 300 Film- und Fernsehproduktionen. Für Paule und Julia komponierte er 2002 erstmals für einen deutschen Kinofilm und gewann den „Franz Grothe Preis“ für die beste Filmmusik.
Es folgten Kinofilme wie Ganz und gar, Cowgirl und Jena Paradies. Neben Kinoproduktionen wie Russendisko und Move On oder Tunnelen, außerdem arbeitete er an Dokumentarfilmprojekten und Animationsserien.
Produktionen, an denen Löhn mitwirkte, gewannen unter anderem den Goldenen Löwen in Venedig sowie einen Daytime Emmy Award. Unter dem Namen „Ludwig&Loehn“ komponiert Löhn für zahlreiche internationale Film- und Fernsehproduktionen wie z. B. die Serie „Der Name der Rose“ mit John Turturro in der Hauptrolle.
Er war für die Musik von Werbe- und Imagefilmen für einige Marken verantwortlich, dazu gehörten u. a.: Apple, BMW, Cortal Consors, Deutsche Bahn, DM, DHL, Jeep, Mercedes, Miele, Porsche, SEAT, Telecom, VW oder Volvic.
Von 2003 bis 2007 lehrte Löhn Audiodesign an der Universität der Künste Berlin (UDK). In diesen Jahren arbeitete Löhn auch im Bereich der Kunst am Bau und trug mit eigenen Klang- und Soundinstallationen zu einigen Kunstwerken und Ausstellungen bei.
2015 gründete Löhn die Digitalagentur Loehn-Digital, die für Unternehmen Mixed-Reality-Anwendungen, wie VR-Events und VR-Schulungen, Webdevelopment, Webseiten und Online-Marketing-Dienste anbietet.

## Filmografie
- 1994: Breuers letzter Tag (Kurzfilm)
- 1998: Max und der Ursprung der Welt (Kurzfilm)
- 2002: Starbuck: Holger Meins (Dokumentarfilm)
- 2002: Paule und Julia
- 2003: Pigeon Affair (Kurzfilm)
- 2003: Ganz und gar
- 2003: Detroit
- 2003: Tor zum Himmel
- 2003: Die Hydronauten (TV-Serie)
- 2003: Das verräterische Herz (Kurzfilm)
- 2003: Va Banque (Dokumentarfilm)
- 2003: Cowgirl
- 2004: Jena Paradies
- 2004: Sieben Tage im Leben meiner Freunde (Dokumentarfilm)
- 2006: Elbe
- 2006: Full of Fire (Dokumentarfilm)
- 2006: Die Außerirdischen (Dokumentarfilm-Reihe)
- 2007: Lichtblick (Kurzfilm)
- 2007: Rocket & Ich (I Got A Rocket) (TV-Serie)
- 2008: Monogamie für Anfänger (TV-Film)
- 2008: Twilight (Kurzfilm)
- 2008: Absurdistan
- 2009: Im nächsten Leben
- 2009: Dubai. Die Wüste Lebt (Dokumentarfilm)
- 2010: Deutschlands Küsten (Dokumentarfilm-Reihe)
- 2010: Zwischen Himmel und Erde (Kurzfilm)
- 2010: Molotov – Der Mann hinter Stalin (Dokumentarfilm)
- 2011: Tatort: Heimatfront (TV-Film)
- 2012: Russendisko
- 2012: Move On
- 2013: Schlösserwelten Europas (Dokumentarfilm-Reihe)
- 2013: Schätze Südostasiens (Dokumentarfilm-Reihe)
- 2014: Krieg der Patente (Dokumentarfilm)
- 2014: Quatsch und die Nasenbärbande
- 2014–2016: Super 4 (TV-Serie)
- 2017–2018: What Really Happened (TV-Serie)
- 2018: Sternenjäger – Abenteuer Nachthimmel (Dokumentarfilm)
- 2019: Tunnelen